# آموزش و توسعه
آموزش و توسعه (انگلیسی: Training and development) در مدیریت منابع انسانی حوزه‌ای از فعالیت‌های سازمانی است، که با هدف بهتر شدن عملکرد شغلی افراد و گروه‌ها در سازمان انجام می‌گیرد. آموزش و توسعه را می‌توان به‌عنوان فرایندی آموزشی که مهارت‌ها، مفاهیم، تغییر نگرش و به دست آوردن دانش بیشتر به منظور افزایش عملکرد کارکنان را در بر می‌گیرد، توصیف نمود. آموزش و توسعه در ساختار سازمان‌ها با نام‌های مختلف بکار برده می‌شود، که برای نمونه می‌توان به "توسعه منابع انسانی"، "پژوهش و توسعه" و "توسعه سرمایه انسانی" اشاره کرد.